# Hospitium

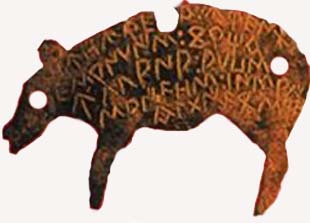
Inscripció celtibèrica en un símbol d'hospitalitat de període republicà

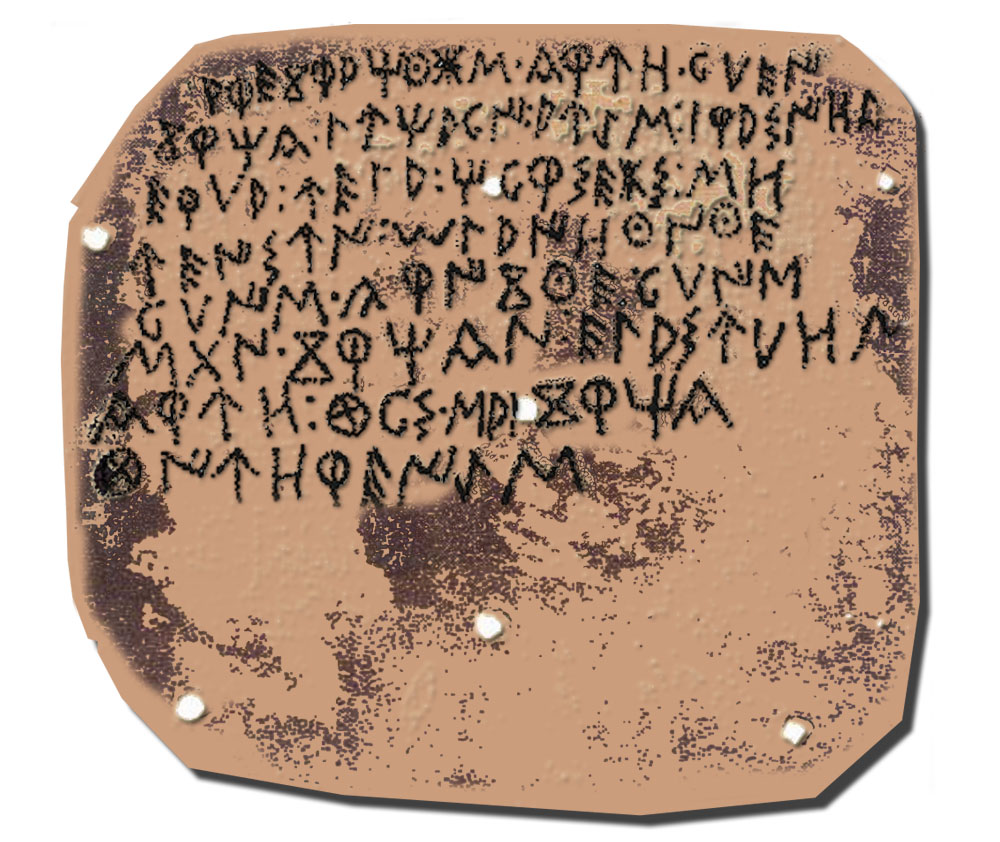
Bronze de Luzaga.

Hospitium era la denominació que els romans van donar, a la península ibèrica, a una institució celtibèrica derivada de l'obligació d'oferir hospitalitat als estrangers, els quals no només havien de ser rebuts amistosament, sinó que també aportava prestigi a l'hoste, provocant la competició per allotjar als estrangers. Pertanyia al mateix entorn institucional que la devotio i al cliens.
Diodor de Sicília situa la hospitalitat com una característica excel·lent entre els costums dels celtibers:
| « | Els celtibers són cruels amb els seus enemics i adversaris, però amb els estrangers es comporten dolçament i amablement. Tots imploren que s'avinguin a hostatjar-se a les seves cases i rivalitzen entre ells per la hospitalitat. Aquells a qui presten servei gaudeixen de gran predicament i són anomenats estimats dels déus. | » |